# Rum (Hungria)
Rum é um município da Hungria, situado no condado de Vas. Tem 16,85 km² de área e sua população em 2015 foi estimada em 1.234 habitantes.